# Politica Principatului Monaco
Monaco este o monarhie constituțională începând din 1911, cu puteri sporite conferite suveranului, apropiate de cele ale unei monarhii absolute. Actualul suveran este Prințul Albert al II-lea de Monaco. Executivul este compus din Ministrul de Stat (șeful guvernului), care prezidează peste un Consiliu de Guvernământ (Cabinetul). Ministrul de Stat este un cetățean francez ales de Prinț din mai mulți candidați propuși de Guvernul francez. Sub constituția din 1962, prințul împarte puterea cu un parlament unicameral. Cei 24 de parlamentari sunt aleși prin vot universal pe o perioadă de 5 ani. Lucrările locale sunt vegheate de un Consiliu Comunal care are 15 membri aleși și este condus de primar. In timpul vietii printesei Grace o mare criza s-a abătut asupra statului.
Monaco a primit primul ambasador din altă țară pe 16 februarie 2006 din partea Franței. Aceasta vine după atâta timp chiar dacă principatul a avut reprezentare în alte state și în Consiliul Națiunilor Unite.
Monaco este membră a ACCT, ECE, IAEA, ICAO, ICRM, IFRCS, IHO, IMO, Inmarsat, Intelsat, Interpol, IOC, ITU, OPCW, OSCE, UN, UNCTAD, UNESCO, UPU, WHO, WIPO, WMO, Consiliul Europei.